# Cedrela balansae
Cedrela balansae är en tvåhjärtbladig växtart som beskrevs av C. Dc.. Cedrela balansae ingår i släktet Cedrela och familjen Meliaceae. Inga underarter finns listade i Catalogue of Life.